# Creu Monumental de Vergós Guerrejat
La Creu Monumental de Vergós Guerrejat és una obra d'Estaràs (Segarra) inclosa a l'Inventari del Patrimoni Arquitectònic de Catalunya.

## Descripció
Creu situada a un costat de les escales d'accés a la plaça de l'església del poble. Aquesta se'ns presenta estructurada a partir d'una doble graonada decreixent i de planta quadrada. Damunt
damunt seu s'assenta una creu de tipus llatina, amb una inscripció en relleu al seu anvers. Així doncs, trobem al tronc de la creu "RECORD VERGÓS" i als braços de la mateixa "STA MISSIÓ ABRIL 1953".

## Història
Els Pares Claretians eren els encarregats del que s'entén com Santa Missió a l'actual comarca de la Segarra. Era una mena d'apostolatge del cristianisme centrat en els pobles, una vegada passada la Guerra Civil espanyola. Després de la predicació per part de dos pares Claretians es feia una missa, viacrucis, processó i s'erigia una creu monumental.